# أبو بكر العبيدي
أبو بكر رجب العبيدي (من مواليد 27 أكتوبر 1981)، هو لاعب كرة قدم ليبي، يلعب لنادي النصر في الدوري الليبي الممتاز.
لعب العبيدي عدة مباريات مع منتخب ليبيا لكرة القدم، بما في ذلك المشاركة في نهائيات كأس الأمم الأفريقية 2012.

## وصلات خارجية
- أبو بكر العبيدي - سجل مسابقة الفيفا (مؤرشف)
- أبو بكر العبيدي على سوكر وي